# Jukka Kalso
Jukka Kalso (13 agosto 1955) è un ex saltatore con gli sci finlandese.

## Biografia
In Coppa del Mondo esordì il 30 dicembre 1982 a Oberstdorf e ottenne il primo podio il 6 dicembre 1986 a Thunder Bay (3°). Non partecipò né a rassegne olimpiche né iridate.

## Palmarès

### Coppa del Mondo
- Miglior piazzamento in classifica generale: 16º nel 1987
- 2 podi (entrambi individuali):
  - 1 secondo posto
  - 1 terzo posto

#### Torneo dei quattro trampolini
- 1 podio di tappa[1]:
  - 1 secondo posto